# 沃尔弗哈
沃尔弗哈是荷兰弗里斯兰省的一个镇。